# Natação artística nos Jogos Pan-Americanos de 2019 - Equipes
A competição por equipes da natação artística nos Jogos Pan-Americanos de 2019 foi realizada entre os dias 29 e 31 de julho no Centro Aquático Nacional, em Lima, no Peru. 

## Calendário
Horário local (UTC−5)
| Dia         | Horário | Fase                 |
| ----------- | ------- | -------------------- |
| 29 de julho | 20:30   | Rotina técnica       |
| 31 de julho | 20:30   | Rotina livre – final |

## Medalhistas
|  | CAN Canadá |  | MEX México |  | USA Estados Unidos |
|  | Emily Armstrong Catherine Barrett Andrée-Anne Côté Camille Fiola-Dion Rebecca Harrower Claudia Holzner Audrey Joly Halle Pratt Jacqueline Simoneau |  | Regina Alférez Teresa Alonso Nuria Diosdado Joana Jiménez Luisa Rodríguez Jessica Sobrino Ana Soto Pamela Toscano Amaya Velázquez |  | Anita Alvarez Paige Areizaga Nicole Goot Hannah Heffernan Daniella Ramirez Ruby Remati Abby Remmers Lindi Schroeder Emma Tchakmakjian |

## Resultados
Um total de 8 conjuntos participaram da prova, composta por duas fases: rotina técnica e rotina livre. A soma da pontuação das duas rotinas determina as equipes medalhistas. 
| Pos.              | CON                | Dueto | Rotina técnica | Rotina livre | Total    |
| ----------------- | ------------------ | --- | -------------- | ------------ | -------- |
| Medalha de ouro   | CAN Canadá         | Emily Armstrong Catherine Barrett Andrée-Anne Côté Camille Fiola-Dion Rebecca Harrower Claudia Holzner Audrey Joly Halle Pratt Jacqueline Simoneau      | 88.9398        | 90.7333      | 179.6731 |
| Medalha de prata  | MEX México         | Regina Alférez Teresa Alonso Nuria Diosdado Joana Jiménez Luisa Rodríguez Jessica Sobrino Ana Soto Pamela Toscano Amaya Velázquez                       | 86.2910        | 88.8333      | 175.1243 |
| Medalha de bronze | USA Estados Unidos | Anita Alvarez Paige Areizaga Nicole Goot Hannah Heffernan Daniella Ramirez Ruby Remati Abby Remmers Lindi Schroeder Emma Tchakmakjian                   | 84.1447        | 86.6667      | 170.8114 |
| 4                 | BRA Brasil         | Maria Bruno Laura Miccuci Maria Eduarda Miccuci Lorena Molinos Anna Giulia Veloso Jullia Gomes Soares Luisa Borges Giovana Stephan Gabriela Regly       | 80.3928        | 80.9000      | 161.2928 |
| 5                 | COL Colômbia       | Estefanía Álvarez Mónica Arango Kerly Barrera Jennifer Cerquera Ingrid Cubillos Juliana Jaramillo Valentina Orozco Sarah Rodriguez Jhoselyne Taborda    | 77.9755        | 80.3333      | 158.3088 |
| 6                 | PER Peru           | Yamile Carrasco Maria Ccoyllo Mariafe Lopez Carla Morales Tania Patiño Andrea Phillips Lescano Sandy Quiroz Cielomar Romero Valeria Romero              | 73.0739        | 75.8667      | 148.9406 |
| 7                 | CUB Cuba           | Gabriela Alpajón Gabriela Batista Yenifer Cárdenas Jessica Fernández Barreto Dyliam Marrero Rodsany Rodríguez Stephany Urbina Soila Valdés Cire Zuferri | 64.8664        | 66.0333      | 130.8997 |
| 8                 | GUA Guatemala      | Sofia Barillas Adaya Gamez Ninoshka Gamez Yarin Gamez Rebecka Gonzalez Fatima Leal Jennifer Paniagua Keren Rivera Rebeca Urias                          | 62.5421        | 62.2667      | 124.8088 |